# Њу Камбрија (Мисури)
Њу Камбрија (енгл. New Cambria) град је у америчкој савезној држави Мисури.

## Демографија
По попису из 2010. године број становника је 195, што је 27 (-12,2%) становника мање него 2000. године.
| Група             | 2000.       | 2010.       |
| Белци             | 215 (96,8%) | 178 (91,3%) |
| Афроамериканци    | 1 (0,5%)    | 0 (0,0%)    |
| Азијати           | 0 (0,0%)    | 10 (5,1%)   |
| Хиспаноамериканци | 1 (0,5%)    | 6 (3,1%)    |
| Укупно            | 222         | 195         |